# Disastro di Feyzin
Il disastro di Feyzin si è verificato il 4 gennaio 1966 nella raffineria Elf di Feyzin, 10 chilometri a sud di Lione, nel dipartimento del Rodano, in Francia, quando una serie di esplosioni ha distrutto la raffineria provocando 18 morti e 81 feriti.
L'origine dell'incidente è stata una perdita di GPL verificatasi mentre un operatore stava drenando acqua da un serbatoio in pressione di propano da 1200 m³. Il propano fuoriuscito è parzialmente evaporato, generando una nube di gas infiammabile che ha superato il confine dello stabilimento e ha trovato un innesco in un'auto di passaggio in una strada adiacente, generando così un flash fire e un pool fire della pozza di propano raccoltasi nel bacino di contenimento, le cui fiamme hanno avvolto uno dei serbatoi di stoccaggio. Questo ha causato una BLEVE (Boiling Liquid Expanding Vapour Explosion)/fireball che ha causato vittime tra operatori a vigili del fuoco.
I pezzi del serbatoio esploso hanno colpito le gambe di supporto di una sfera di stoccaggio di propano, che in seguito ha generato una seconda BLEVE, mentre altre 3 sfere di stoccaggio di propano sono collassate per il calore delle fiamme, dato che la protezione passiva antincendio era inadeguata. Queste sfere si sono rotte ma non hanno generato ulteriori esplosioni. Il fuoco si è esteso anche ad altri serbatoi di stoccaggio di benzina e di greggio.
L'incendio è durato circa 48 ore prima che i vigili del fuoco riuscissero a domarlo. Il numero delle vittime alla fine è risultato pari a 18 morti e 81 feriti, oltre a enormi danni agli impianti della raffineria.
Oltre agli estesi danni all'interno della raffineria, le esplosioni hanno causato danni ai tetti delle case nella zona fino a un raggio di oltre 2 chilometri, mentre la rottura dei vetri delle finestre è stata riscontrata fino a 8 chilometri di distanza. L'esplosione si è sentita nel raggio di 16 chilometri.
La raffineria è ancora in attività; attualmente è gestita da Total e ricade sotto la Direttiva Seveso.

## L'antefatto
La raffineria di Feyzin impiegava all'epoca 250 operatori, per una capacità produttiva di circa 2 milioni di tonnellate di Petrolio all'anno (circa 40.000 barili al giorno).
Le principali unità di processo erano localizzate a nord di una strada locale che costeggiava il sito, mentre l'area di stoccaggio si trovava a sud della stessa strada, in una striscia di terra larga 145 metri adiacente a un'autostrada, dove poi successe il disastro.
I serbatoi presenti nell'area di stoccaggio erano i seguenti:
- Quattro sfere da 1200 m³ contenenti propano
- Quattro sfere da 2000 m³ contenenti propano
- Due serbatoi orizzontali da 150 m³ contenenti propano e butano
- Dieci serbatoi a tetto flottante da 2500 m³ e 6500 m³ contenenti benzine e cherosene raffinati.

Le sfere di GPL si trovavano a circa 450 metri dall'unità di processo più vicina e a circa 300 metri dalle prime case del paese. La distanza minima tra le sfere e l'autostrada era pari a 42 metri, mentre gli spazi tra le singole sfere variavano da 11.3 a 17.2 metri.
Ciascuna sfera era dotata da sistemi a diluvio fissi a protezione del tetto e della parte centrale, più un sistema a spray dedicato alle connessioni sul fondo.

## L'incidente
Durante il turno dalle 6 alle 14, un tecnico di laboratorio, un operatore d'impianto e un pompiere di turno si sono recati a prelevare un campione di GPL da ciascuno dei serbatoi di stoccaggio. Le prese campione sono controllate da due valvole (superiore e inferiore). Giunti alla sfera 443 l'operatore ha aperto le valvole nell'ordine sbagliato, provocando una fuoriuscita di una piccola quantità di soda caustica e di propano quando ha manovrato la valvola inferiore. L'operatore ha richiuso e riaperto la valvola, ottenendo solo la fuoriuscita di alcune gocce di propano. A quel punto l'operatore ha aperto completamente la valvola superiore, provocando l'uscita di un potente getto di propano dalla valvola inferiore che lo ha investito causandogli ustioni da gelo al viso e agli avambracci. Balzando all'indietro, l'operatore ha danneggiato la maniglia della valvola e quindi ha cercato, con l'aiuto del pompiere, di riposizionarla correttamente e chiudere la valvola, senza però riuscirci.
I tre lavoratori sono scappati a piedi per lanciare l'allarme e cercare aiuto. Azionato l'allarme di raffineria, il traffico è stato bloccato sulle strade vicine, ma ciò non ha impedito al gas fuoriuscito di innescarsi e dare origine a un incendio.
I Vigili del Fuoco sono accorsi, ma mancando dell'addestramento necessario a impedire il verificarsi di una BLEVE, si sono concentrati a raffreddare le sfere di stoccaggio adiacenti alla sfera 443, che è scoppiata uccidendo molte persone tra cui diversi pompieri. La prima esplosione è stata seguita da una seconda, e successivamente l'incendio si è esteso ad altre sfere e serbatoi di GPL e carburanti.

### Cronologia dell'incidente

#### 4 gennaio 1966
- 6:35. Un tecnico di laboratorio, un operatore d'impianto e un pompiere di turno si recano alla Sfera 443 per un prelievo di propano. La sfera è dotata di alcune prese campione, che mostrano fenomeni ricorrenti di formazione di ghiaccio con il tempo freddo.
- 6:40. La presa campione è controllata da due valvole (superiore e inferiore). L'aiuto-operatore apre a metà le due valvole, ma il propano non esce. Si scopre che tra le due valvole si è formato un tappo di ghiaccio che blocca il flusso di propano, facendone aumentare la pressione a monte finché il tappo salta e il propano comincia ad uscire bruscamente.
- 6:50. Per 10 minuti i tre lavoratori cercano di richiudere la valvola inferiore, ma non riuscendoci danno l'allarme interno alla raffineria. Intanto, si forma una nube di propano gassoso spessa un metro circa a livello del suolo, a causa della temperatura molto bassa (per cui il propano è più denso dell'aria) e in mancanza di vento. Questa nube comincia a muoversi verso il confine di stabilimento, mentre il personale della raffineria sta provvedendo a fermare il traffico sia lungo l'autostrada A7 sia lungo la strada locale RD4 (Route Départementale 4).
- 7:00. Mentre il personale della raffineria riesce a contattare la gendarmerie un camion passa oltre gli sbarramenti improvvisati sulla RD4 e penetra nella nube di gas, senza tuttavia innescare un incendio.
- 7:15. Tentando di accedere alla RD4 da una via perpendicolare, un'altra vettura non vede i segni delle guardie; si ferma poco dopo, a 160 metri a est della sfera 443, incendiando la nube di propano probabilmente tramite il calore generato dai freni.
- 7:16. Il flash fire viaggia lungo la nube fino a raggiungere la sfera 443, innescando a sua volta il propano liquido che continua a uscire dalla presa campione (jet fire).
- tra le 7:16 e le 7:20. Arrivano a piccole squadre i Vigili del Fuoco di raffineria, che attivano i dispositivi di raffreddamento della sfera 334 e delle due sfere adiacenti (la 442 e la 463).
- 7:20. I Vigili del Fuoco di Lione vengono allertati da un residente, mentre vengono attivati i sistemi spray delle altre sfere.
- 7:30. Arrivano in raffineria i Vigili del Fuoco di Lione. Si verifica una mancanza di acqua antincendio, per cui si tenta di pomparla direttamente dal Rodano.
- 7:45. Scatta la valvola di sicurezza della sfera 443 producendo una torcia di 10 metri d'altezza: si tratta dell'inizio della BLEVE, fenomeno ancora sconosciuto all'epoca. A questo punto i Vigili del Fuoco pensano che, pensando che la diminuzione di pressione vada a migliorare la situazione, cessano di raffreddare la sfera 443 concentrandosi solo sulle altre.
- 8:05. I Vigili del Fuoco pensano di cominciare a ritirare alcune squadre.
- tra le 8:15 e le 8:30. I vigili del Fuoco (delle caserme di Lione e di Vienne) continuano a raffreddare le sfere.
- 8:45. La sfera 443 esplode per effetto BLEVE, originando una palla di fuoco (fireball) di 250 metri di diametro e 400 metri di altezza.
- 8:55. Parte l'ordine di arresto di emergenza di stabilimento e l'evacuazione dei superstiti.
- 9:30. Una seconda sfera di propano, adiacente alla 443, esplode per BLEVE.
- tra le 9:40 e le 10:30. Altre 3 sfere di butano cedono per effetto del calore generato dall'incendio, senza tuttavia esplodere a loro volta. La Protezione Civile (Dispositif ORSEC) si attiva alle 10:10, dopodiché l'incendio si estende ad altri 2 serbatoi cilindrici di GPL, 4 serbatoi di carburante per aerei, 1 serbatoio di altro carburante.

#### 5 gennaio 1966
La lotta per domare l'incendio prosegue per tutta la giornata successiva. L'allarme viene dichiarato terminato solo la sera del 5 gennaio 1966.

### Conseguenze
L'incidente ha causato 18 morti (di cui 7 pompieri di Lione e 4 di Vienne, 2 lavoratori della raffineria e 4 di altre società, oltre al conducente della vettura che ha innescato la nube di propano) e 84 feriti.
1.475 abitazioni nei dintorni della raffineria hanno subito diversi gradi di danni.
Poco dopo è stato creato un memoriale alle vittime della catastrofe, divenuto in seguito il Musée des sapeurs-pompiers de Lyon.

## Le lezioni tratte da Feyzin
Il disastro di Feyzin è stato il peggior incidente avvenuto in campo petrolifero e petrolchimico in un paese occidentale prima del disastro di Flixborough del 1974. Da allora, diversi serbatoi in pressione sono scoppiati per BLEVE. Al giorno d'oggi i rischi connessi agli stoccaggi di GPL sono meglio compresi e gli standard di design odierni tendono a evitare che le sfere di propano possano venire lambite dal fuoco diretto.
Tuttavia, i molti pompieri e membri delle squadre d'emergenza che sono morti nel tentativo di controllare questi grossi incendi fa sì che l'approccio sia di evacuare il personale e di raggiungere i rifugi sicuri finché le sostanze infiammabili si esauriscono e l'incendio si estingue da sé. Le BLEVE producono palle di fuoco con intensi irraggiamenti termici; questi, insieme alle sovrapressioni generate dallo scoppio dei serbatoi in pressione, sono effetti relativamente localizzati. Di conseguenza, alcune standard considerano distanze di evacuazione di 0,5 km sufficienti a garantire la sicurezza delle persone.